# لي لونغ
لي لونغ (بالصينية: 李龙) (23 يناير 1998 بيانبيان في الصين - ) هو لاعب كرة قدم صيني في مركز الدفاع.

## وصلات خارجية
- لي لونغ على موقع قاعدة بيانات كرة القدم.إي يو (الإنجليزية)
- لي لونغ على موقع Soccerway.com (الإنجليزية)